# 出貝泰佑
出貝 泰佑（でがい たいすけ、1982年5月14日 - ）は、日本のキックボクサー。青森県八戸市出身。
TEAM GYAKUSAN代表。
第2代 Bigbangスーパーバンタム級チャンピオン。
K-1 WORLD GP初代-55㌔王座決定トーナメントリザーブファイト出場

## 来歴
学生時代は、軟式テニスで活躍。
格闘技は、地元の先輩達と自己流でやっていたが、上京後、バンゲリングベイの前身ジムに入門。
2005年12月18日: 全日本キックボクシング連盟でプロデビュー。
2014年2月23日: ビッグバン〜統一への道〜其の十六にて行われた、Bigbangスーパーバンタム級タイトルマッチにて、当時王者の岡田有晃からダウンを奪い判定勝ちし、スーパーバンタム級王座を獲得。
2015年4月19日: K-1 WORLD GP 2015〜－55kg初代王座決定トーナメント〜リザーブファイトに出場。

## 戦績
- プロキックボクシング: 34戦 18勝 6KO 13敗 3分

## 獲得タイトル
- 第2代Bigbangスーパーバンタム級王座

## 関連記事
- 男子キックボクサー一覧